# Čajevke
Čajevke (lat. Theaceae),  biljna porodica drveća i grmlja iz reda vrjesolikih koja je ime dobila ime po rodu Thea kojemu danas ne pripada nijedna priznata vrsta.
U 8 rodova postoji 373 priznatih vrsta, koje su rasprostranjene pretežno po jugoistočnoj Aziji i Maleziji. Tri roda oveporodice raširene su po jugoistoku Sjedinjenih država, Franklinia (tamošnji endem), Gordonia i Stewartia. 
Poznati kineski čaj priređuje se iz zimzelenih listova grma vrste Camellia sinensis, dok se također poznati indijski čaj priprema od njegove podvrste Camellia sinensis var. assamica, i tamo ga poznaju pod imenom cha ili chai.
Camellia sinensis var. sinensis sinonim je za C. sinensis od kojega se kineski čaj proizvodi.

## Rodovi
1. Familia Theaceae Mirb. ex Ker Gawl. (377 spp.)
  1. Tribus Theeae Szyszyl.
    1. Polyspora Sweet (49 spp.)
    2. Camellia L. (233 spp.)
    3. Apterosperma Hung T. Chang (1 sp.)
    4. Pyrenaria Blume (29 spp.)

  2. Tribus Gordonieae DC.
    1. Gordonia Ellis (26 spp.)
    2. Schima Reinw. ex Blume (16 spp.)
    3. Franklinia Bartram ex Marshall (1 sp.)

  3. Tribus Stewartieae Choisy
    1. Stewartia L. (22 spp.)

Fosilni rodovi
1. Andrewsiocarpon P.J. Grote & D.L. Dilcher, 1989 †
2. Gordoniopsis P.J. Grote & D.L. Dilcher, 1992 †
3. Hordwellia M.E.J. Chandler, 1960 †
4. Palaeoschima E. Knobloch & D.H. Mai, 1984 †
5. Paraternstroemia L.J. Hickey, 1977 †
6. Schimoxylon K. Kramer, 1974 †
7. Sladenioxylon B. Giraud, R. Bussert & E. Schrank, 1992 †

- Neidentificirana vrsta iz eocena, prethodno pripisana rodu Gordonia,
- Schima superba
- Gordonia obtusa
- Stewartia serrata
- Franklinia alatamaha